# Rue Pestalozzi
La rue Pestalozzi est une voie située dans le quartier du Jardin-des-Plantes du 5e arrondissement de Paris.

## Situation et accès
La rue Pestalozzi est desservie par les stations de métro de la ligne 7 Place Monge et Censier - Daubenton.

## Origine du nom
Elle porte le nom du pédagogue protestant suisse Johann Heinrich Pestalozzi (1746-1827), après que la portion sud à angle droit eut été ouverte en 1886 et jointe à la portion est.

## Historique
La rue était anciennement le prolongement de la rue du Puits-de-l'Ermite dans sa portion située au-delà de la rue Monge. Elle est rebaptisée « rue Pestalozzi » dans sa totalité en 1891.

## Bâtiments remarquables et lieux de mémoire

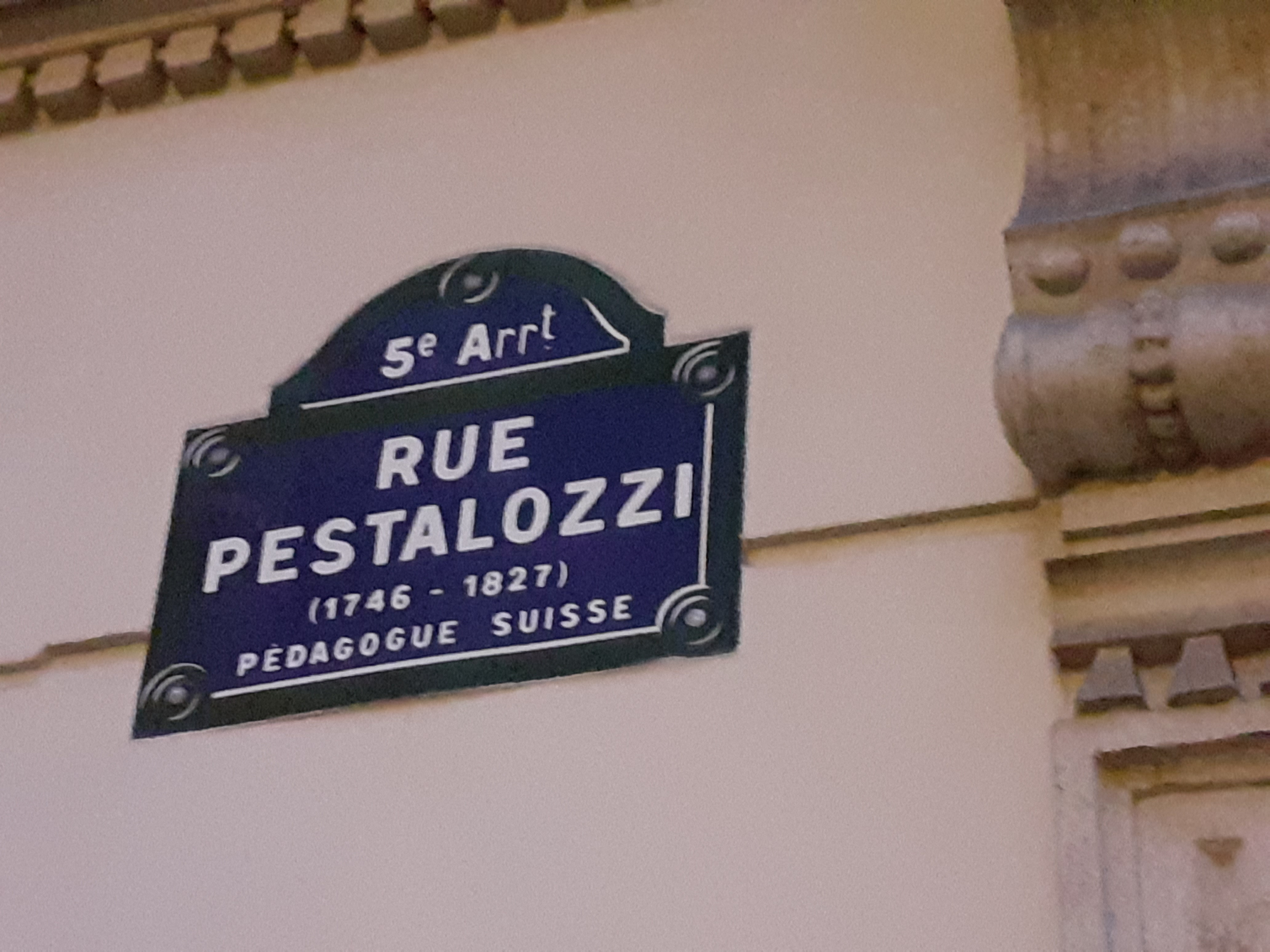
Plaque de la rue.

No 12 : Raymond Biaussat (1932-2021), artiste peintre, y vécut.